# Iwan Fedorow (polityk)
Iwan Serhijowycz Fedorow (ukr. Іван Сергійович Федоров; ur. 29 sierpnia 1988 w Melitopolu) – ukraiński polityk. W latach 2020–2024 mer Melitopola, od 2024 przewodniczący Zaporoskiej Obwodowej Administracji Państwowej.

## Kariera
W 2015 roku Fedorow został wybrany na zastępcę przewodniczącego w Zaporoskiej Radzie Obwodowej.
3 listopada 2020 roku został wybrany na mera Melitopola.
6 marca 2022 roku został odznaczony Orderem „Za odwagę” III klasy za znaczący wkład w ochronę suwerenności państwowej i integralności terytorialnej Ukrainy, odwagę i bezinteresowne działania wykazane podczas organizacji obrony osiedli przed rosyjskimi najeźdźcami podczas 
bitwy o Melitopol.
11 marca 2022 roku został porwany przez grupę dziesięciu rosyjskich okupantów i wywieziony na teren Ługańska, gdzie był przez nich przetrzymywany oraz torturowany, o czym powiadomił Wołodymyr Zełenski. Po kilku dniach został uwolniony.
2 lutego 2024 został mianowany na przewodniczącego Zaporoskiej Obwodowej Administracji Państwowej.